# Kragenblumen
Die Pflanzengattung Kragenblumen (Carpesium) gehört zur Familie der Korbblütler (Asteraceae). Die etwa 20 Arten sind in Eurasien verbreitet, 16 davon kommen in China vor.

## Beschreibung

### Erscheinungsbild und Blätter
Die Kragenblumen-Arten wachsen selten als einjährige, meist als ausdauernde krautige Pflanzen. Meist sind die Stängel verzweigt. Die wechselstängig an den Stängeln angeordneten Laubblätter können gestielt sein. Wenn Blattstiele vorhanden sind, dann sind sie oft geflügelt. Die einfachen Blattspreiten besitzen einen glatten oder gezähnten Blattrand.

### Blütenstände und Blüten
Die meist hängenden, körbchenförmigen Teilblütenstände befinden sich sitzend oder manchmal über kurzen Blütenstandsschäften einzeln, zu wenigen oder vielen stehen end- oder seitenständig ährig traubigen Gesamtblütenständen auf den Stängeln. Die scheibenförmigen körbchenförmigen Blütenstände sind sogenannte Pseudoanthien; blütenökologisch gesehen sind es Blumen und enthalten viele Einzelblüten. Das halbkugelige oder abgeflachtkugelige Involucrum besteht aus in drei oder vier Reihen stehenden Hüllblättern (Phyllarien genannt). Die äußeren Hüllblätter sind krautig oder besitzen krautige Spitzen und die inneren sind trocken, breit mit stumpfem oberen Ende. Der flache Blütenstandsboden (Receptaculum) ist glatt und es sind keine Spreublätter vorhanden.
In den Blütenkörben befinden sich oft Zungen- und Röhrenblüten. Bei Carpesium cernuum sind keine Zungenblüten vorhanden. Am Rand des Blütenkorbes befinden sich in zwei oder mehr Reihen Zungenblüten, auch Strahlenblüten genannt; sie sind weiblich und fertil mit Kronröhren, die in drei bis fünf Kronzähnen enden. Im Zentrum des Blütenkorbes befinden sich viele Röhrenblüten, auch Scheibenblüten genannt; sie sind zwittrig und fertil und ihre schlanken, gelblichen Kronröhren enden in vier oder fünf Kronzähnen. Die Griffeläste der Röhrenblüten sind sehr flach und stumpf und besitzen spitze Fegehaare.

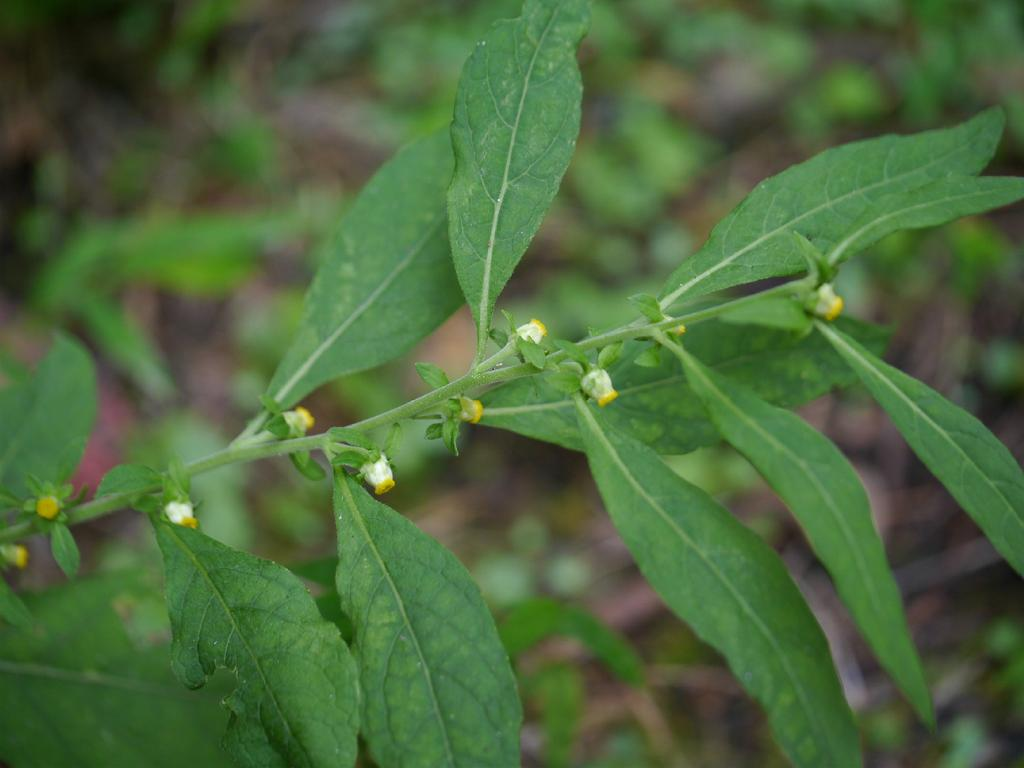
Carpesium abrotanoides

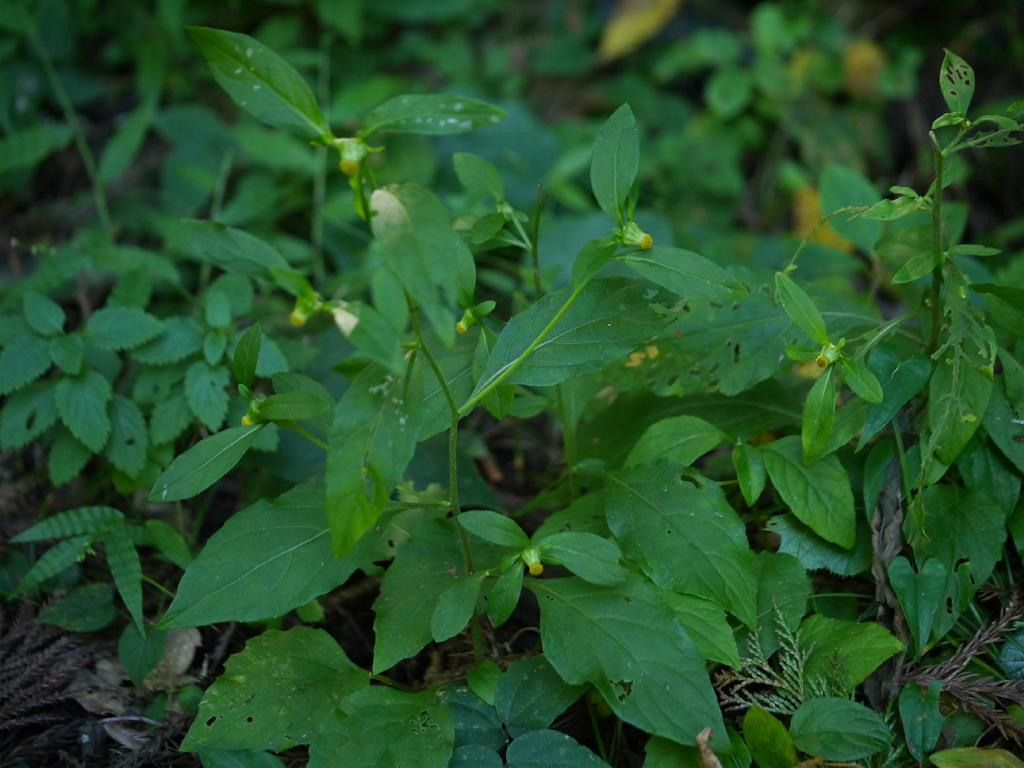
Carpesium divaricatum

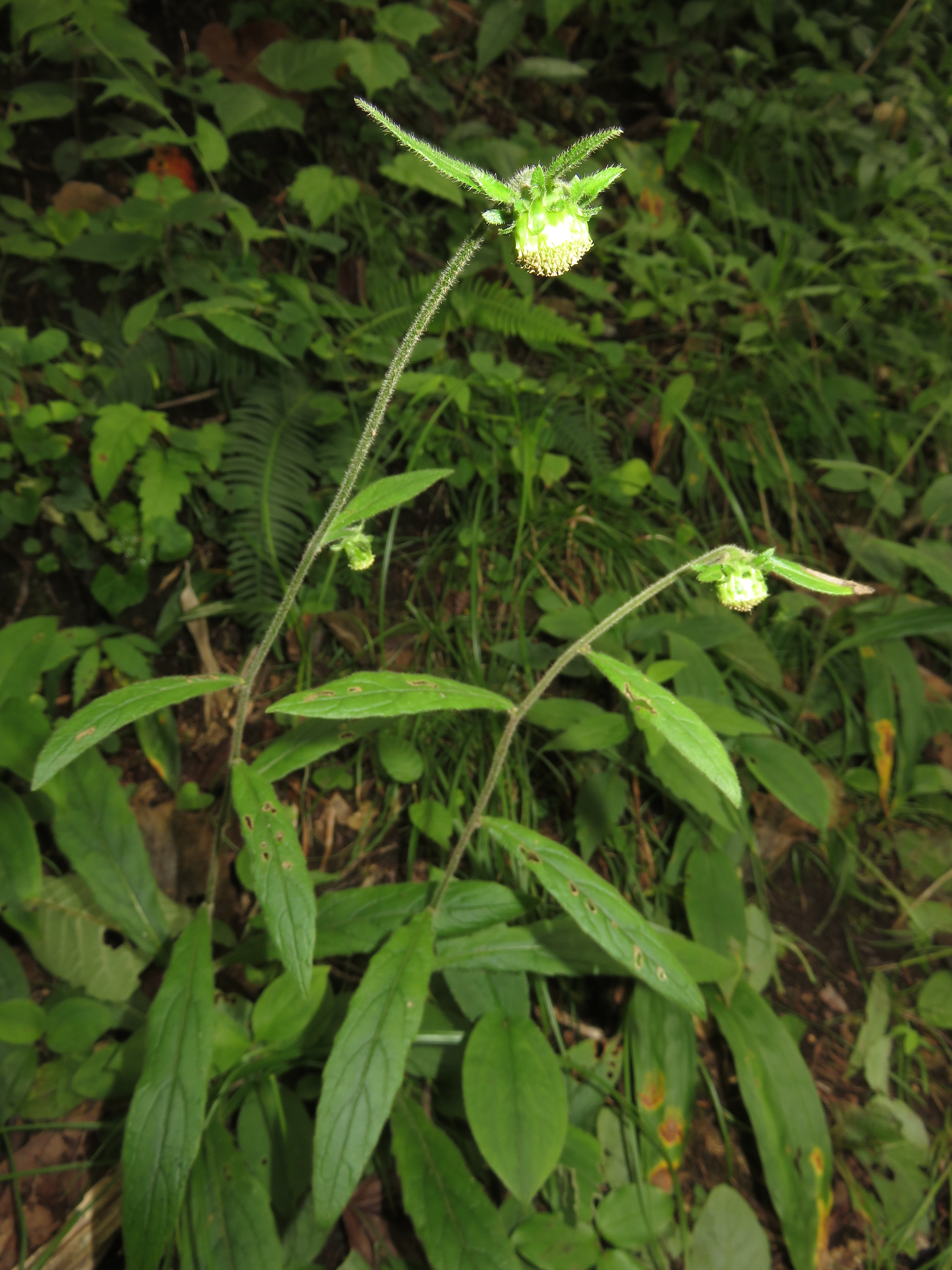
Carpesium glossophyllum

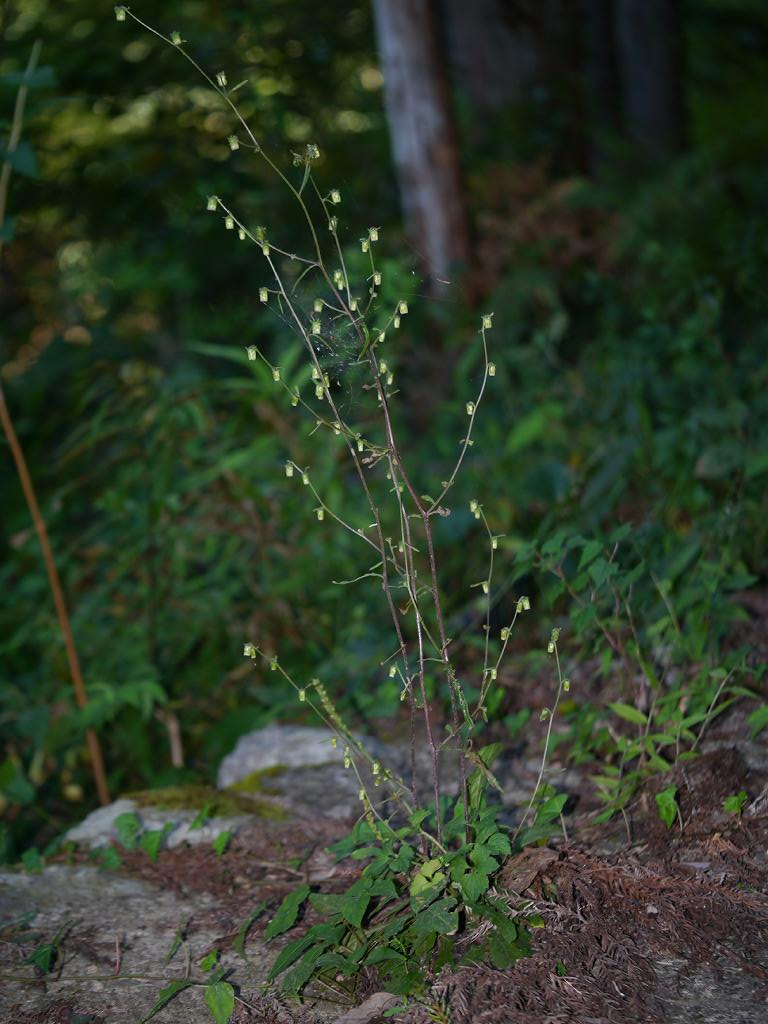
Carpesium rosulatum

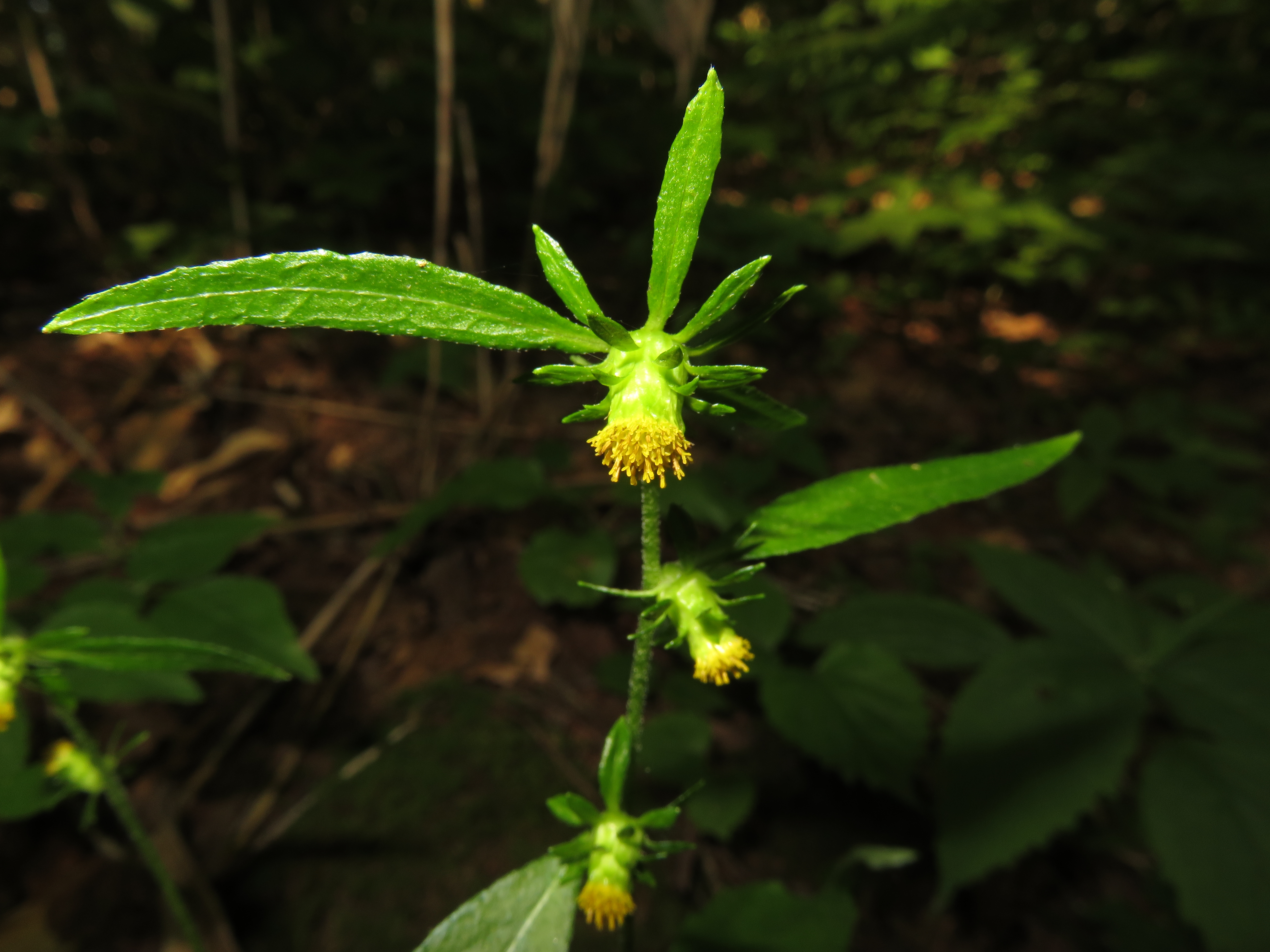
Carpesium triste

### Früchte
Die kahlen, ellipsoiden Achänen sind gerippt und länger als die Blütenkronen. Die Achänen besitzen oben einen kurzen, drüsigen Schnabel, der von einem knorpeligen Ring mit länglichen Kristallen gekrönt ist. Es ist kein Pappus vorhanden.

### Chromosomenzahlen
Die Chromosomengrundzahl beträgt x = 10, 18.

## Systematik und Verbreitung
Die Verbreitungsgebiete der etwa 20 Carpesium-Arten liegen in Eurasien. In China kommen 16 vor, 6 davon nur dort. Fünf Arten kommen in Taiwan vor. Die Nickende Kragenblume (Carpesium cernuum) besitzt eine weite Verbreitung von Südeuropa über das Mittelmeergebiet bis Vorderasien über weite Gebiete des asiatischen Kontinentes bis Südostasien und kommt auch in Australien vor.
Die Gattung Carpesium wurde 1753 durch Carl von Linné in Species Plantarum, 2, S. 859 aufgestellt. Typusart ist Carpesium abrotanoides L.
Die Gattung Carpesium gehört zur Tribus Inuleae in der Unterfamilie Asteroideae innerhalb der Familie Asteraceae.
Es gibt etwa 20 Carpesium-Arten:
- Carpesium abrotanoides L.: Sie ist weit verbreitet in Italien, Kroatien, Serbien, Ungarn und Albanien, in Vorderasien, im Kaukasusraum, in Russland, Iran, Afghanistan, Bhutan, Nepal, Indien, Myanmar, China, Korea, Vietnam und Japan.[4]
- Nickende Kragenblume (Carpesium cernuum L., Syn.: Carpesium spathiforme Hosok.): Sie ist weit verbreitet in der Alten Welt von Südeuropa über das Mittelmeergebiet bis Vorderasien über weite Gebiete des asiatischen Kontinentes bis Südostasien und kommt auch in Australien vor.
- Carpesium cordatum F.H.Chen & C.M.Hu: Sie kommt in Indien, Nepal und in den chinesischen Provinzen Xizang, Sichuan und Yunnan vor.
- Carpesium divaricatum Siebold & Zucc.: Sie kommt in China, Korea und Japan vor.
- Carpesium faberi C.Winkl. (Syn.: Carpesium hosokawae Kitamura, Carpesium kweichowense C.C.Chang): Sie kommt in Japan und Taiwan sowie in den chinesischen Provinzen Guangxi, Guizhou, Hubei, Sichuan vor.
- Carpesium glossophyllum Maxim. (Syn.: Carpesium hieracioides H.Lév.): Sie kommt in Korea und Japan vor.
- Carpesium humile C.Winkl.: Sie gedeiht an grasigen Hängen, Ufern von Fließgewässern und Waldrändern in Höhenlagen zwischen 2000 und 3700 Meter in den chinesischen Provinzen Gansu, Qinghai, Sichuan, Xizang sowie Yunnan.
- Carpesium lipskyi C.Winkl.: Sie gedeiht an Waldrändern und in Gebüschen in Höhenlagen zwischen 2000 und 3700 Meter in den chinesischen Provinzen Gansu, Qinghai, Sichuan, Shanxi sowie Yunnan.
- Carpesium longifolium F.H.Chen & C.M.Hu (Syn.: Carpesium leptophyllum F.H.Chen & C.M.Hu): Sie gedeiht in feuchten Wäldern und an Fließgewässern sowie auf Grasland in Höhenlagen zwischen 600 und 2300 Meter in den chinesischen Provinzen Gansu, Guizhou, Hubei, Shaanxi sowie Sichuan.
- Carpesium macrocephalum Franch. & Sav.: Sie kommt in Russland, China, Korea und Japan vor.
- Carpesium minus Hemsl.: Sie gedeiht an grasigen Hängen entlang von Fließgewässern in Höhenlagen zwischen 700 und 1000 Meter in den chinesischen Provinzen Hubei, Hunan, Jiangxi, Sichuan sowie Yunnan. Sie wurde bisher manchmal mit Carpesium faberi verwechselt.
- Carpesium nepalense Less. (Syn.: Carpesium verbascifolium H.Lév.): Sie kommt in Indien, Pakistan, Bhutan, Nepal, China und Taiwan vor.
- Carpesium rosulatum Miq.: Sie kommt in Korea und Japan vor.
- Carpesium scapiforme F.H.Chen & C.M.Hu: Sie kommt in Indien, Bhutan, Nepal und China vor.
- Carpesium szechuanense F.H.Chen & C.M.Hu: Sie gedeiht an grasigen Hängen und Waldrändern in Höhenlagen zwischen 1400 und 2500 Meter in den chinesischen Provinzen Hubei, Sichuan sowie Yunnan.
- Carpesium trachelifolium Less.: Sie kommt in Indien, Kaschmir, Bhutan, Nepal, China und Taiwan vor.
- Carpesium triste Maxim.: Sie kommt in Russland, China, Korea und Japan vor.
- Carpesium velutinum C.Winkl. (Syn.: Carpesium zhouquensis J.Q.Fu): Sie gedeiht in Wäldern und an Gebirgshängen in Höhenlagen zwischen 2000 und 3200 Meter in den chinesischen Provinzen Gansu, Shaanxi sowie Sichuan.